# دودو (لاعب كرة قدم مواليد 1997)
دودو (بالبرتغالية: Luís Eduardo Marques dos Santos‏) هو لاعب كرة قدم برازيلي في مركز ظهير ‏، ولد في 30 مايو 1997 في غاما في البرازيل. لعب مع نادي إنترناسيونال.

## وصلات خارجية
- دودو (لاعب كرة قدم مواليد 1997) على موقع قاعدة بيانات كرة القدم.إي يو (الإنجليزية)
- دودو (لاعب كرة قدم مواليد 1997) على موقع Soccerway.com (الإنجليزية)
- دودو (لاعب كرة قدم مواليد 1997) على موقع عالم كرة القدم.نت (الإنجليزية)